# Albert Bawarski

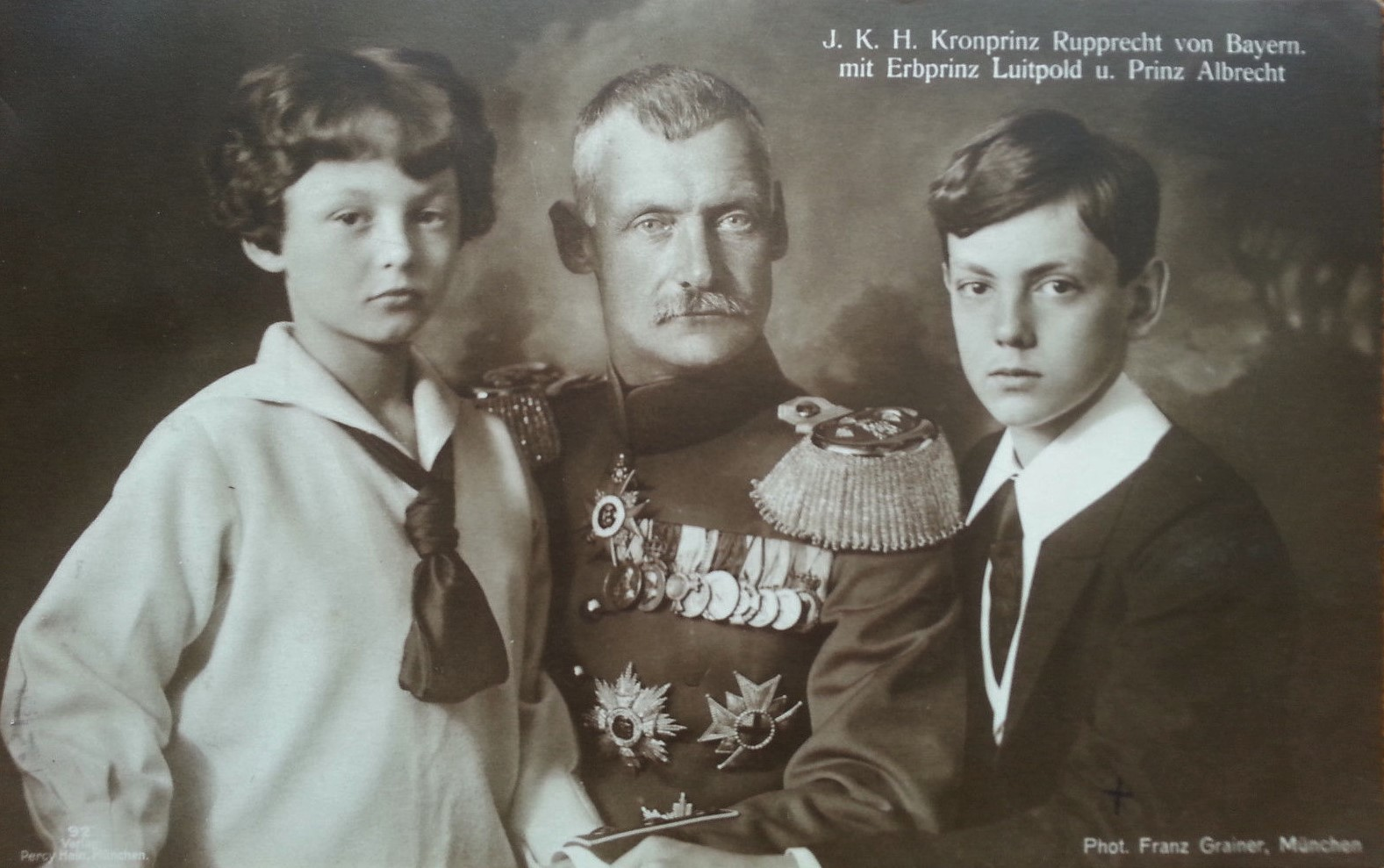
Luitpold i Albrecht książęta Bawarii z ojcem

Albrecht von Bayern (niem. Albrecht Luitpold Ferdinand Michael Herzog von Bayern, ur. 3 maja 1905 w Monachium – zm. 8 lipca 1996 w Starnbergu) – niemiecki arystokrata, urodzony jako ostatni książę z dynastii Wittelsbachów przed likwidacją monarchii, w latach 1955-1996 głowa rodu. Do 1918/1919 nosił tytuł księcia Bawarii, Frankonii i Szwabii oraz hrabiego palatyna Renu (Erbprinz Albrecht Luitpold Ferdinand Michael, Herzog von Bayern, Franken und Schwaben, Pfalzgraf bei Rhein).

## Życiorys
Urodził się jako drugi syn Rupperta, księcia Bawarii, i jego pierwszej żony - Marii Gabrieli Bawarskiej. Był jedynym synem Rupperta z pierwszego małżeństwa, który nie zmarł we wczesnym dzieciństwie. Jego dziadkiem był Ludwik III, ostatni król Bawarii, obalony w 1918.
Rodzina Wittelsbachów, nosząca od 1919 oficjalnie nazwisko Prinz von Bayern, była przeciwna poczynaniom nazistowskich władz w Niemczech i zmuszona została do udania się na wygnanie. Albrecht von Bayern z rodziną w 1940 udał się do swojej posiadłości na zamku Nádasdy w Sárvárze, na Węgrzech. W październiku 1944, Węgry były pod niemiecką okupacją, a Wittelsbachów aresztowano i uwięziono w obozie koncentracyjnym Sachsenhausen, w Oranienburgu (w Brandenburgii). W kwietniu 1944 przeniesiono ich do Dachau, a stamtąd uwolniła ich armia amerykańska. Ojcu Albrechta udało się uniknąć aresztowania, ale jego macocha - księżna Antonina Luksemburska, nigdy nie zapomniała czasu uwięzienia i zmarła kilka lat później.
Albrecht został głową rodu Wittelsbachów po śmierci swojego ojca w 1955. Został jednocześnie jakobickim pretendentem do tronu Anglii i Szkocji (oraz Francji) Albrecht I.

## Małżeństwa
3 września 1930 w Berchtesgaden, ożenił się z hrabianką Marią Franciszką Drašković z Trakošćanu (ur. 8 marca 1904, zm. 10 czerwca 1969). Para doczekała się czworga dzieci, w tym pary bliźniąt:
- Marii Gabrieli Antoniny (ur. 30 maja 1931)

∞ Jerzy, książę von Waldburg zu Zeil und Trauchburg (ur. 1928)
- Marii Charlotty Juliany (ur. 30 maja 1931 zm. 9 stycznia 2018)

∞ Paweł, książę von Quadt zu Wykradt und Isny (ur. 1930)
- Franciszka Bonaventury Adalberta (ur. 14 lipca 1933), obecnie w kręgach monarchistycznych książę Bawarii (Herzog von Bayern)
- Maksymiliana Emanuela Ludwika (ur. 21 stycznia 1937), obecnie w kręgach monarchistycznych książę w Bawarii (Herzog in Bayern)

∞ Elizabeth Douglas (ur. 31 grudnia 1940)
21 kwietnia 1971 w Monachium, Albrecht von Bayern ożenił się po raz drugi, z hrabianką Marią-Jenke Klarą Paulą Keglevich von Buzin (ur. 23 kwietnia 1921, zm. 5 października 1983). Para nie miała potomstwa.

## Genealogia
| Prapradziadkowie                | król Bawarii Ludwik I Wittelsbach (1786-1868) ∞1810 Teresa Wettyn (1792-1854)                | Leopold II Habsburg-Lotaryński (1797-1870) ∞1817 Maria Anna Wettyn (1799-1832)               | Franciszek IV Habsburg-Este (1779-1846) ∞1812 Maria Beatrice Sabaudzka (1792-1840)                  | Józef Habsburg (1776-1847) ∞1819 Maria Dorota Wirtemberska (1797-1855)                              | książę w Bawarii Pius Wittelsbach (1786-1837) ∞1807 Amalia Luiza Arenberg (1789-1823)                       | król Bawarii Maksymilian I Józef Wittelsbach (1756-1825) ∞1797 Karolina Fryderyka Badeńska (1776-1841)      | król Portugalii Jan VI Bragança (1767-1826) ∞1785 Karolina Joachima Burbon (1775-1830)                 | Konstanty Löwenstein-Wertheim-Rosenberg (1802-1838) ∞1829 Maria Hohenlohe-Langenburg (1804-1833)       |
| Pradziadkowie                   | Luitpold Wittelsbach (1821-1912) ∞1844 Augusta Ferdynanda Habsburg-Lotaryńska (1825-1864)    | Luitpold Wittelsbach (1821-1912) ∞1844 Augusta Ferdynanda Habsburg-Lotaryńska (1825-1864)    | Ferdynand Karol Habsburg-Este (1821-1849) ∞1847 Elżbieta Franciszka Habsburg-Lotaryńska (1831-1903) | Ferdynand Karol Habsburg-Este (1821-1849) ∞1847 Elżbieta Franciszka Habsburg-Lotaryńska (1831-1903) | książę w Bawarii Maksymilian Józef Wittelsbach (1808-1888) ∞1828 Ludwika Wilhelmina Wittelsbach (1808-1892) | książę w Bawarii Maksymilian Józef Wittelsbach (1808-1888) ∞1828 Ludwika Wilhelmina Wittelsbach (1808-1892) | król Portugalii Michał I Bragança (1802-1866) ∞1851 Adelajda Löwenstein-Wertheim-Rosenberg (1831-1909) | król Portugalii Michał I Bragança (1802-1866) ∞1851 Adelajda Löwenstein-Wertheim-Rosenberg (1831-1909) |
| Dziadkowie                      | król Bawarii Ludwik III Wittelsbach (1845-1921) ∞1868 Maria Teresa Habsburg-Este (1849-1919) | król Bawarii Ludwik III Wittelsbach (1845-1921) ∞1868 Maria Teresa Habsburg-Este (1849-1919) | król Bawarii Ludwik III Wittelsbach (1845-1921) ∞1868 Maria Teresa Habsburg-Este (1849-1919)        | król Bawarii Ludwik III Wittelsbach (1845-1921) ∞1868 Maria Teresa Habsburg-Este (1849-1919)        | książę w Bawarii Karol Teodor Wittelsbach (1839-1909) ∞1874 Maria Józefa Bragança (1857-1943)               | książę w Bawarii Karol Teodor Wittelsbach (1839-1909) ∞1874 Maria Józefa Bragança (1857-1943)               | książę w Bawarii Karol Teodor Wittelsbach (1839-1909) ∞1874 Maria Józefa Bragança (1857-1943)          | książę w Bawarii Karol Teodor Wittelsbach (1839-1909) ∞1874 Maria Józefa Bragança (1857-1943)          |
| Rodzice                         | Ruppert Wittelsbach (1869-1955) ∞1900 Maria Gabriela Wittelsbach (1878-1912)                 | Ruppert Wittelsbach (1869-1955) ∞1900 Maria Gabriela Wittelsbach (1878-1912)                 | Ruppert Wittelsbach (1869-1955) ∞1900 Maria Gabriela Wittelsbach (1878-1912)                        | Ruppert Wittelsbach (1869-1955) ∞1900 Maria Gabriela Wittelsbach (1878-1912)                        | Ruppert Wittelsbach (1869-1955) ∞1900 Maria Gabriela Wittelsbach (1878-1912)                                | Ruppert Wittelsbach (1869-1955) ∞1900 Maria Gabriela Wittelsbach (1878-1912)                                | Ruppert Wittelsbach (1869-1955) ∞1900 Maria Gabriela Wittelsbach (1878-1912)                           | Ruppert Wittelsbach (1869-1955) ∞1900 Maria Gabriela Wittelsbach (1878-1912)                           |
| Albrecht von Bayern (1905-1996) |                                                                                              |                                                                                              | | | | | | |